# Beta TS
La Beta TS è una motocicletta italiana, dotata di propulsore a due tempi, prodotta dalla Beta Motor, che al contrario della SC è biposto e per un uso più stradale.
Moto sprovvista di miscelatore e quindi con lubrificazione a miscela nel serbatoio benzina al 5%, con un ottimo tiro ai bassi regimi.